# يولاندا جريفيث
يولاندا جريفيث (بالإنجليزية: Yolanda Griffith) مواليد 1 مارس 1970 في شيكاغو، هي لاعبة كرة سلة أمريكية معتزلة تحولت إلى التدريب بعد الاعتزال بدأت مسيرتها الاحترافية في سنة 1993. تم اختيارها من قبل فريق ساكرامنتو موناركس خلال الدرافت. شاركت في دورة الألعاب الأولمبية الصيفية سنة 2000. اعتزلت اللعب في 2009. فازت بلقب دوري المحترفات. شاركت 8 مرات في مباراة كل النجوم.

## المسيرة الاحترافية
لعبت مع ساكرامنتو موناركس من سنة 1999 إلى 2007، ثم لعبت مع سياتل ستورم في سنة 2008، ثم لعبت مع إنديانا فيفر في سنة 2009.

## الميداليات
| الميدالية | المسابقة                       |
| --------- | ------------------------------ |
| ذهبية     | الألعاب الأولمبية الصيفية 2000 |
| ذهبية     | الألعاب الأولمبية الصيفية 2004 |

## روابط خارجية
- يولاندا جريفيث على موقع الاتحاد الدولي لكرة السلة (الإنجليزية)
- يولاندا جريفيث على موقع الاتحاد الوطني لكرة السلة النسائية (الإنجليزية)
- يولاندا جريفيث على موقع كرة السلة الأوروبية.كوم (الإنجليزية)
- يولاندا جريفيث على موقع ريلجم (الإنجليزية)
- يولاندا جريفيث على موقع بروبوليرز (الإنجليزية)
- يولاندا جريفيث على موقع قاعة مشاهير كرة السلة للسيدات (الإنجليزية)
- يولاندا جريفيث على موقع سبورتس رفرنس (الإنجليزية)
- يولاندا جريفيث على موقع سبورتس رفرنس (الإنجليزية)
- يولاندا جريفيث على موقع أوليمبيديا (الإنجليزية)